# John Wallis (anticuario)
John Wallis (1714 - 19 de julio de 1793) fue un naturalista, clérigo, anticuario e historiador del condado inglés.

## Biografía
Hijo de John Wallace o Wallis de Croglin, Cumberland, nació en Castlenook, Tindale del Sur, en la parroquia de Kirkhaugh, Northumberland, en 1714. Se matriculó al The Queen's College (Oxford) el 3 de febrero de 1733, se graduó BA en 1737, y luego su M. A.
Habiendo tomado las órdenes sagradas, Wallis llevó a cabo un curato durante algunos años en el área de Portsmouth. Luego fue cura de Simonburn, Northumberland. A la muerte de su rector en 1771, los feligreses pasaron al dominante James Scott que, según se dijo, «tenía más respeto por sus perros de aguas que su curato». Wallis tuvo que salir, y se fue con la familia de su amigo de la universidad Edward Wilson, vicario de Haltwhistle.
En 1775 Wallis actuó como cura temporal en Haughton-le-Skerne, y en el mismo año fue designado para Billingham, cerca de Stockton-on-Tees, donde permaneció hasta mediados del verano de 1792, cuando una enfermedad lo obligó a renunciar. En 1779 Thomas Pennant intentó sin éxito para él conseguir algún cargo, desde el obispo de Durham. Unos dos años antes de su muerte recibió una pequeña finca por la muerte de un hermano, y el obispo Shute Barrington le permitió una pensión anual a partir del momento de renunciar al curato de Billingham. Wallis luego se retira a la vecina localidad de Norton, donde murió el 19 de julio de 1793. Dejó una colección de libros, principalmente de historia natural.
Su trabajo inicial se centró en la botánica, introduciendo, entre otros, la nomenclatura binomial de Carlos Linneo en el Reino Unido.

## Obra
Wallis tenía un gusto por la botánica, y pasó dos décadas investigando la historia del condado de Northumberland. The Natural History and Antiquities of Northumberland, and so much of the County of Durham as lies between the Rivers Tyne and Tweed, commonly called North Bishoprick (Historia natural y de antigüedades de Northumberland, y de gran parte del Condado de Durham que se encuentra entre los ríos Tyne and Tweed, comúnmente llamado Bishoprick del Norte) (Londres, 1769, 2 v.) fue un importante trabajo de Wallace. El primer volumen, que es el más completo, se ocupa de minerales, fósiles, plantas y animales del condado, plantas denominadas de acuerdo con John Ray, e incluyendo criptógamas; Nathaniel John Winch considera que había identificado erróneamente algunas plantas. El segundo volumen cubría antigüedades, dispuestos en tres recorridos por la comarca.

## Honores

### Eponimia
Género de plantas
- (Iridaceae) Watsonia Mill.[3]

- La abreviatura «J.Wallis» se emplea para indicar a John Wallis como autoridad en la descripción y clasificación científica de los vegetales.[4]